# Gyōgan-ji (Isumi)

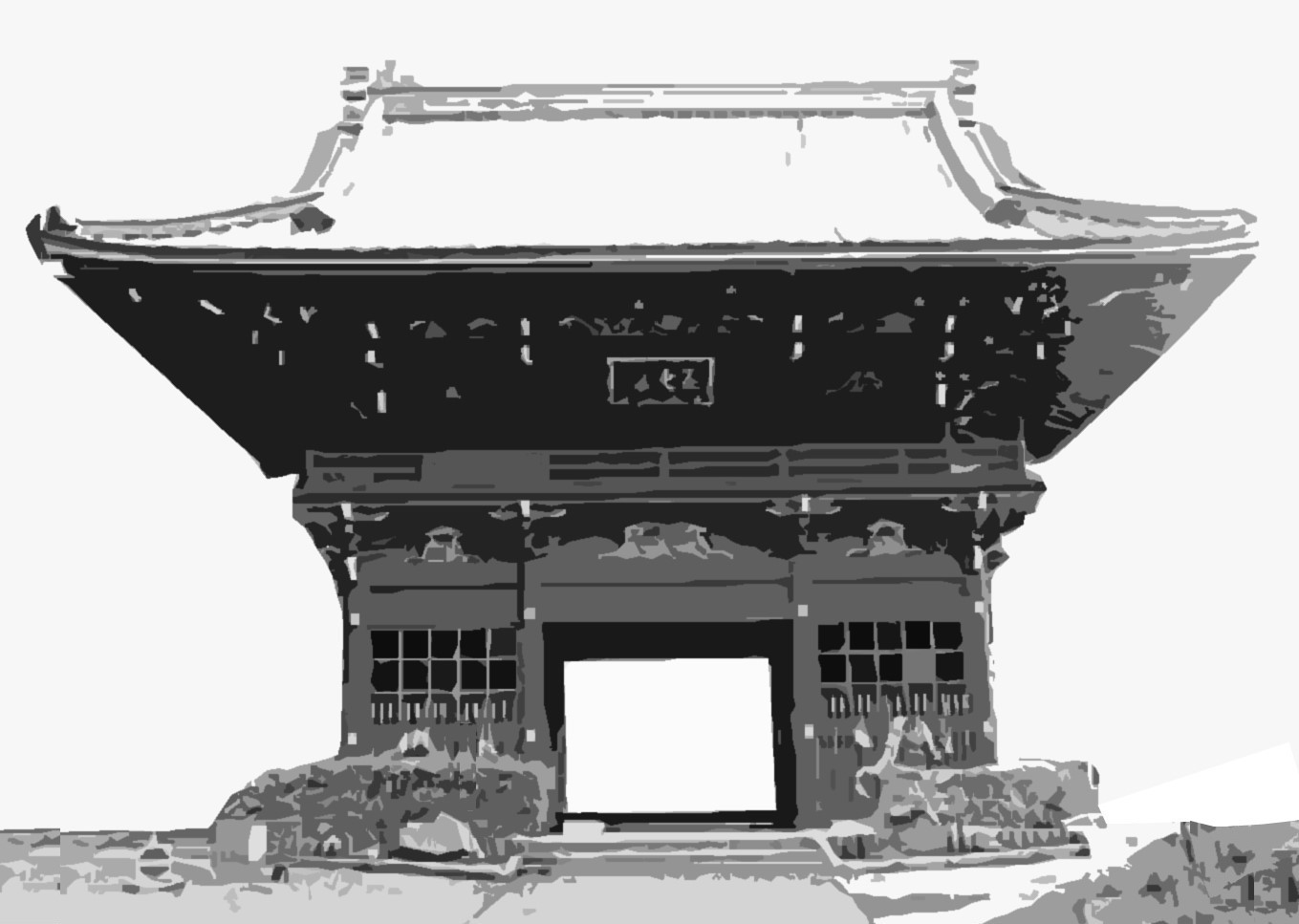
Tempeltor

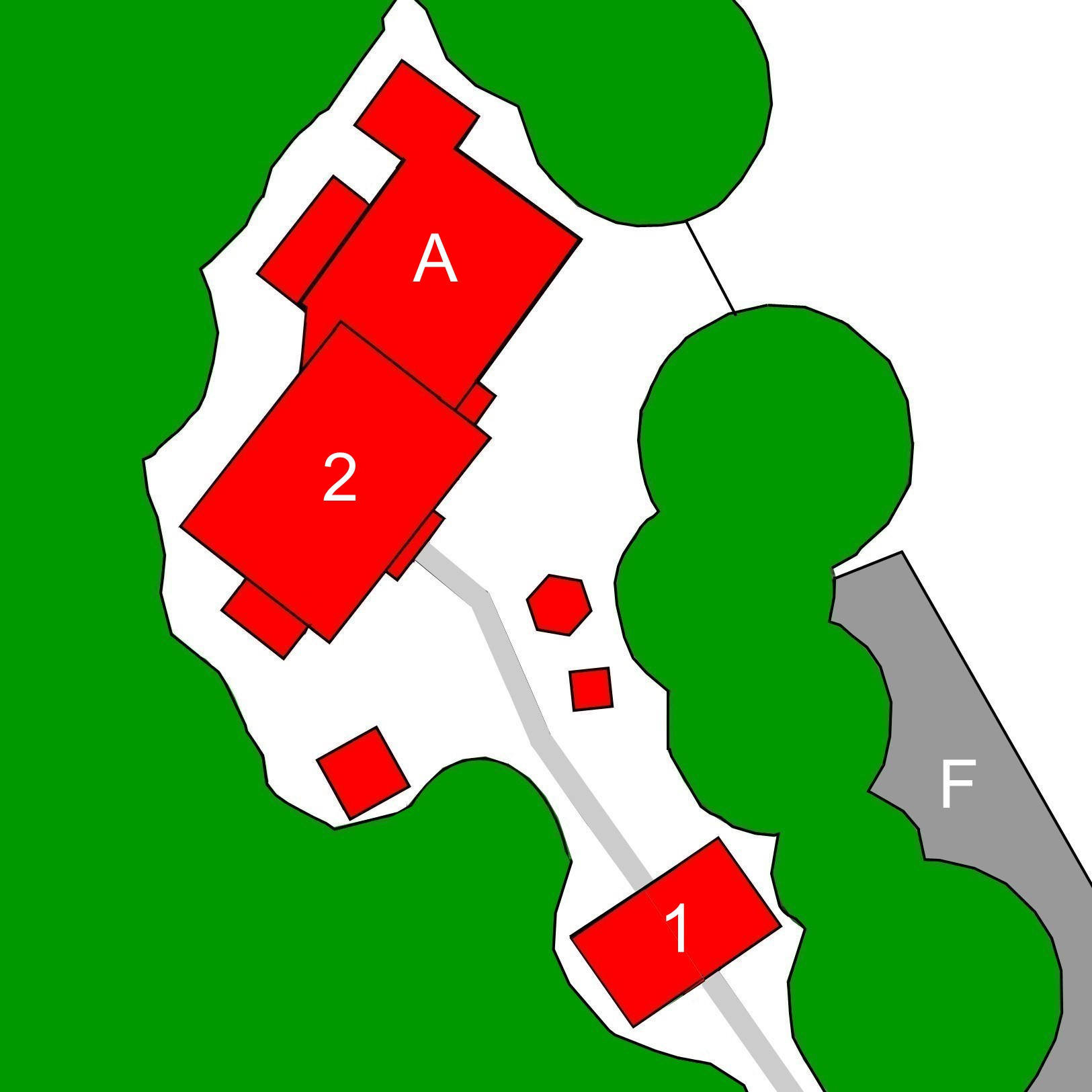
Plan des Tempels (s. Text)

Der Gyōgan-ji (japanisch 行元寺) mit dem Bergnamen Higashi-Mitsumuriyama (東頭山) und dem Untertempelnamen Muryōju-in (無量寿院) ist ein alter Tempel, der zur Tendai-Richtung des Buddhismus gehört. Er befindet sich in Isumi in der Präfektur Chiba, Japan.

## Geschichte
Der Überlieferung nach wurde der Tempel im Jahr 849 von Priester Ennin (円仁) gegründet, der ihm den Namen Muryōju-in (無量寿院) gab, den heute ein Tempel in Ōtakichō-Itō (大多喜町伊東) trägt. Ennin gab dann aber den Tempel auf. 1180 wurde der Tempel auf Wunsch des Dainagon Reizei Yukimoto (大納言 冷泉 行元) von Hagiwara Chadanoyatsu (萩原 茶田之谷) wiedererrichtet. Dabei erhielt er den heutigen Namen „Gyōgan“. Schließlich wurde der Tempel 1586 an den heutigen Ort verlegt.
Ab dem Mittelalter war die Bōsō-Gegend ein Schwerpunkt der Tendai-Richtung des Buddhismus. Und so finden sich hier ab 1369 einige Dutzend Sammlungen religiöser Schriften unter dem Titel Gyōgan Bunsho (行元文書). Während der Edo-Zeit kamen vom Kan’ei-ji im Edo-Stadtteil Ueno Mönche, die hier tätig wurden. So kam es dazu, dass dieser Tempel mit 96 Zweigtempeln (末寺 Matsuji) in den Provinzen Kazusa und Awa sich zu einem bedeutenden Tempel (檀林 Danrin; 学問寺 Gakumon-ji), zu einem „Bitt-Tempel“ (祈願寺 Iganji), entwickelte.

## Anlage
Wenn man den Weg zum Tempel, den Sandō (参道) hochsteigt, gelangt man zum großen Tempeltor (山門 Sammon; im Plan 1) aus dem Jahr 1735, das als Turmtor (楼門 Rōmon) ausgeführt ist. Die Haupthalle (本堂 Hondō; 2) gehört zu den großen Tempelgebäude auf Bōsō. Die Geländer im Inneren sind mit Schnitzereien verziert. Aus Inschriften weiß man, dass es Arbeiten aus dem Jahr 1706 des Holzschnitzers Nami no Ihachi sind.
Bemerkenswert ist auch die „ehemalige Abt-Residenz“ (旧書院 Kyū shoin; A). Sie stammt aus dem Jahr 1800 und ist innen in sechs Räume aufgeteilt. Die hinteren drei haben über den umlaufenden Oberbalken Schnitzereien des Nami no Ihachi, hohe Wellen darstellend, wie sie typisch für ihn sind. – Unterhalb des Tempels befindet sich der Friedhof (F).

## Tempelschätze
Zu den Tempelschätzen gehört der aus einem Block Holz gefertigte, stehende Amida-Buddha (木造阿弥陀如来立像 Mokuzō Amida-nyorai ritsuzō). Er stammt aus der späten Heian-Zeit und ist im Jōchō-(定朝用式)-Stil ausgeführt. Dann gibt es einen Amida-Buddha aus Bronze (銅造阿弥陀如来立像) mit zwei Begleitern. Alle drei Skulpturen sind vergoldet, sie dürften aus der Kamakura-Zeit stammen. Auch eine Glocke aus vergoldetem Kupfer (金銅龍文五鈷鈴 Kondō ryūmon gokorei), 23,5 cm hoch, aus der späten Kamakura-Zeit gehört zu den Schätzen.
Ein Gegenstand, der auf die esoterische Ausrichtung des Tendai-Buddhismus hinweist, ist eine Darstellung, die auf Seide die beiden Mandala-Typen (絹本着色両界曼荼羅図 Kempon chakushoku ryōkai mandara-zu) zeigt.
Alle genannten Objekte sind als Kulturgut der Präfektur registriert.